# Cheviot Mountain
Cheviot Mountain är ett berg i Kanada.   Det ligger i provinsen Alberta, i den centrala delen av landet, 3 100 km väster om huvudstaden Ottawa. Toppen på Cheviot Mountain är 2 288 meter över havet.
Terrängen runt Cheviot Mountain är kuperad åt nordost, men åt sydväst är den bergig. Trakten runt Cheviot Mountain är nära nog obefolkad, med mindre än två invånare per kvadratkilometer.. 
Trakten runt Cheviot Mountain består i huvudsak av gräsmarker.